# Ruth Kallies
Ruth Friedel Kallies (* 14. November 1925 in Leipzig; † 13. Juli 2016 in Jena) war eine deutsche Schriftstellerin, die sich um die Heimatgeschichte Ostthüringens und vor allem der Stadt Jena, wo sie über 60 Jahre lang lebte, verdient gemacht hat.

## Leben und Werk
Ruth Kallies wurde am 14. November 1925 in Leipzig als Tochter eines kaufmännischen Angestellten geboren und besuchte dort die Mittel- und Oberschule. Das Ende des Zweiten Weltkriegs und der Tod ihres Vaters verhinderten zunächst das Abitur, das sie später in Jena in der Abendoberschule nachholte. Anschließend absolvierte sie eine Neulehrerausbildung und war in Leipzig, Meiningen und ab 1954 in Jena als Lehrerin tätig. In Sondershausen nahm sie an einem Kurs für Kunsterziehung teil und durchlief 1950/1951 ein Sonderschulstudium in Berlin.
1969 heiratete sie, verwitwete jedoch schon nach 13 Jahren.
Nach ihrer Pensionierung im Jahr 1985 war sie Teilzeit-Mitarbeiterin des Jenaer Stadtarchivs (Stadtmuseum Jena) und verfasste zahlreiche heimatkundliche Artikel, die bis 1997 in Zeitungen und Zeitschriften erschienen.
Unter dem Namen 'Ruth Friedel' schrieb Kallies Gedichte und Prosa und war ab 1992 Mitglied der „Jenaer Autorengruppe“. Diese war nach dem Ende der DDR 1990 aus dem früheren „Zirkel Schreibender Arbeiter des VEB Carl Zeiss Jena“ hervorgegangen, der sich bereits 1960 in Reaktion auf die erste Bitterfelder Konferenz gebildet hatte. In ihrem 1999 erschienenen Roman Der Turm der Alten beschäftigte sich die Autorin mit der deutschen Wendezeit aus der Sicht verschiedener alter Menschen in der ehemaligen DDR. Die 2014 veröffentlichte Anthologie der Jenaer Autorengruppe mit dem Titel Blaues lugt durch Himmelsberge enthält unter anderem 12 Werke von Kallies.
Ruth Kallies starb am 13. Juli 2016 im Alter von 90 Jahren in Jena und ist auf dem Jenaer Nordfriedhof in einem Gruppengrab (Feld 7, Platte 21d) beerdigt.

## Werke (Auswahl)
- R. Kallies: Jena. Ein historischer Reiseführer. quartus-Verlag, Bucha bei Jena 2002, ISBN 3-931505-64-2.
- R. F. Kallies: Sühnekreuz und Haidenknecht. Steindenkmale um Jena und im Mittleren Saaletal. Ein Wanderbuch. Scidinge Hall Verlag, Zürich 2012, ISBN 978-3-905923-09-4.
- R. F. Kallies: Wer kennt die Plätze, weiß die Namen? Alte Jenaer Örtlichkeiten von Alterstein bis Wöllmisse. 4. Auflage. Jenzig-Verlag, Jena 2014, ISBN 978-3-941791-01-5.
- Mitautorin in der Anthologie Blaues lugt durch Himmelsberge. Texte der Jenaer Autorengruppe. Scidinge Hall Verlag, Zürich 2014, ISBN 978-3-905923-16-2.
- R. Friedel: Der Turm der Alten. Beinahe eine Satire. 2. Auflage. Scidinge Hall Verlag, Zürich 2015, ISBN 978-3-905923-18-6. (1. Auflage bei Verlag IKS Garamond, Jena 1999)